# Hamburger Turnerschaft Barmbek-Uhlenhorst 1876

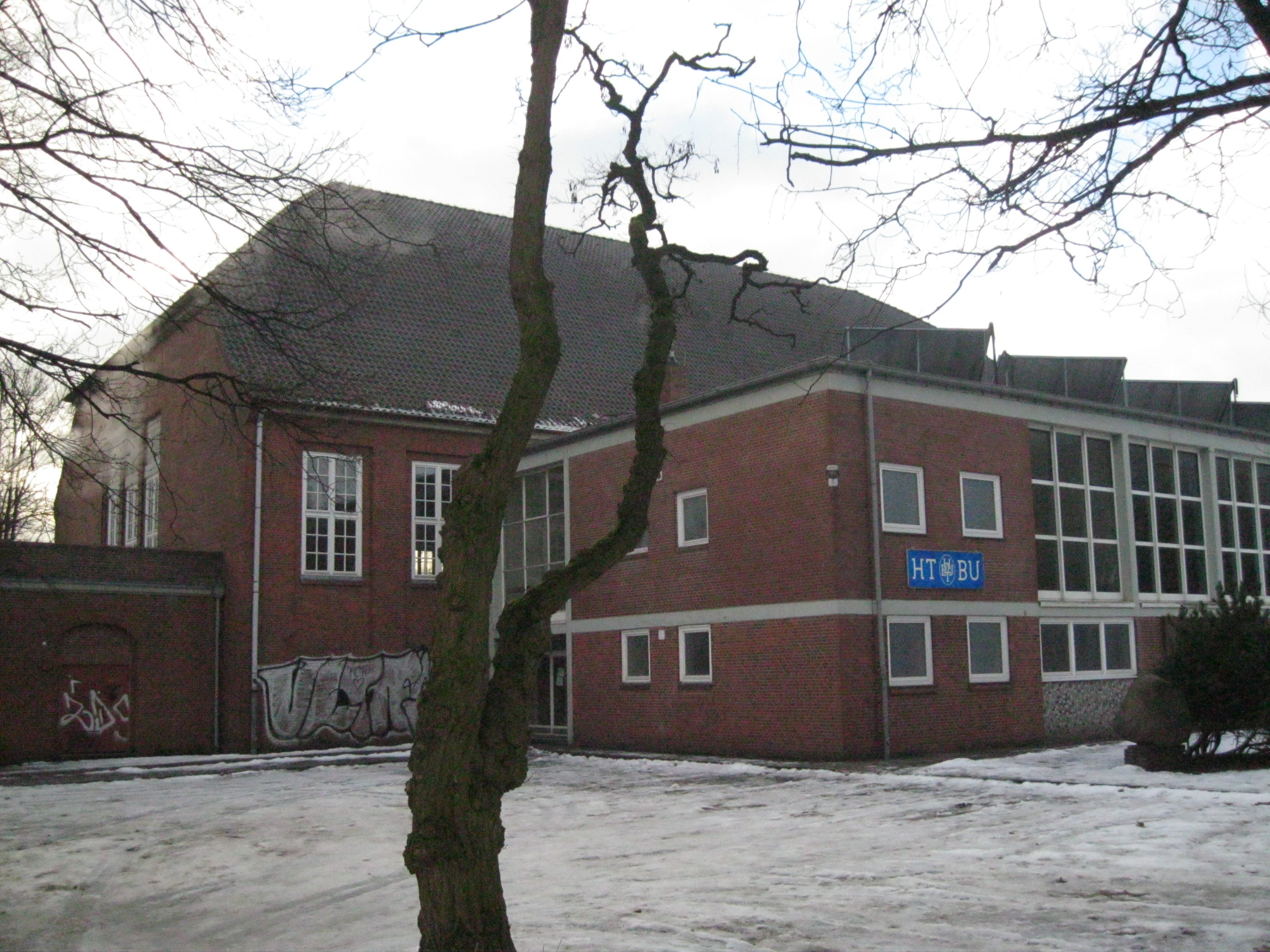
Halle der HTBU

Die Hamburger Turngesellschaft Barmbek-Uhlenhorst e. V. von 1876 (so genannte Uhlen) ist ein Sportverein aus Hamburg-Barmbek am Klinikweg 10, in dem verschiedene Sportarten betrieben werden (u. a. Fußball, Gerätturnen, Gymnastik/Fitness, Handball, Tischtennis, Volleyball)

## Geschichte
Die Gründung des ältesten Stammvereins „Barmbeck-Uhlenhorster Turnverein von 1876“ (gegr. 21. Juni 1876) war der Anfang der heutigen HTBU. Damals wurde noch in Wirtschaften geturnt, und erst 1885 konnte der Verein in die Turnhalle der Volksschule Wandsbeker Straße (heute Dehnhaide) übersiedeln.

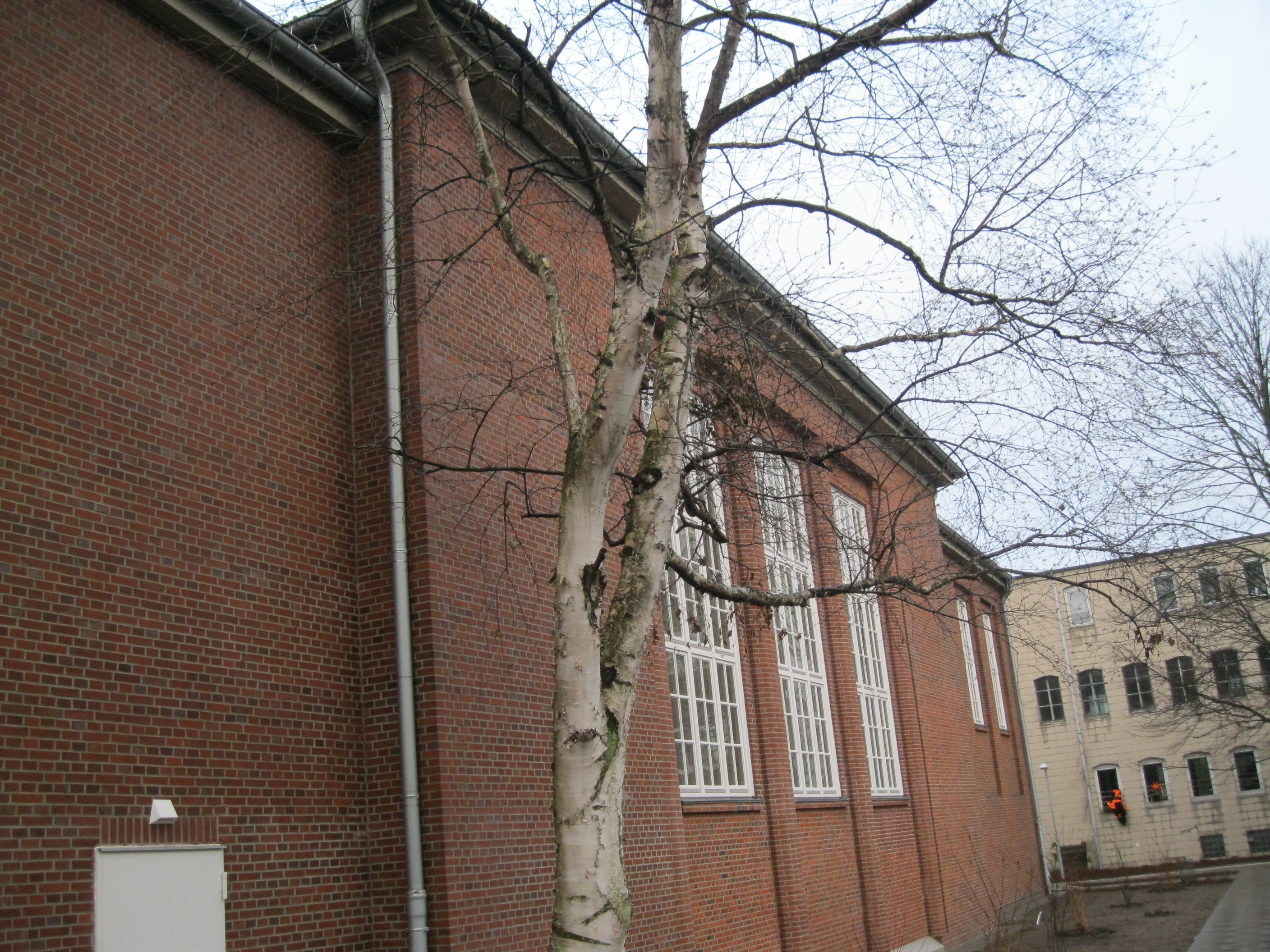
Seitenansicht Halle der HTBU

Am 1. Juli 1909 kam es zu einem Zusammenschluss mit dem im Oktober 1888 gegründeten „Männer-Turnverein Barmbeck-Uhlenhorst“ und dem am 15. März 1902 gegründeten „Barmbecker Turnverein von 1902“ zur Hamburger Turnerschaft Barmbeck-Uhlenhorst.
Am 15. Oktober 1923 spaltete sich im Rahmen der „reinlichen Scheidung“ zwischen Turnen und Sport, die von der Deutschen Turnerschaft verfügt worden war, der HSV Barmbek-Uhlenhorst ab, in dem sich die Spielabteilungen – vor allem Fußball und Handball – der HTBU vereinigten. 1924 wurde die Turnhalle am Klinikweg zur turnerischen Heimat des Vereins.
1926 feierte der Verein das 50-jährige Jubiläum. Das Vereinsmitglied Arthur Opaetz wurde mit dem Ehrenbrief der Deutschen Turnerschaft, die Vereinsmitglieder Beckendorf, Mackenroth und Hinrichsen wurden mit dem Ehrenbrief des Turnkreises durch Schulrat Prof. Meyer ausgezeichnet. Zum Festprogramm gehörten Schauturnen, Handballspiele und Staffelläufe.
1936 fanden umfangreiche Feierlichkeiten zum 60-jährigen Jubiläum statt. Am 30. August 1936 fand ein Schauturnen im Stadtpark und auf dem Sportplatz an der Platanenallee statt. Die Turner waren in einem Festzug vom Klinikweg und von der Zweigstelle Schaudinsweg in Richtung Stadtpark marschiert. Am 11. Oktober 1936 fand im ausverkauften Wandsbeker Stadttheater die abschließende Festveranstaltung mit verschiedenen Darbietungen und Schauturnen statt.
Nach den Bombennächten 1943 und dem totalen Zusammenbruch 1945 fanden sich einige Frauen und Männer, um den Neuanfang zu wagen. Trotz Hunger und Kälte wurde der Sportbetrieb im Herbst 1945 am Langenfort und in der Fraenkelstraße wieder aufgenommen. Der Vereinsname wurde entsprechend der 1946 veränderten amtlichen Schreibweise des Stadtteils Barmbek (ohne Dehnungs-‚c‘) angepasst.
1966 erfolgte der Einzug in die in den Jahren zuvor erbaute große Turnhalle am Klinikweg 10.

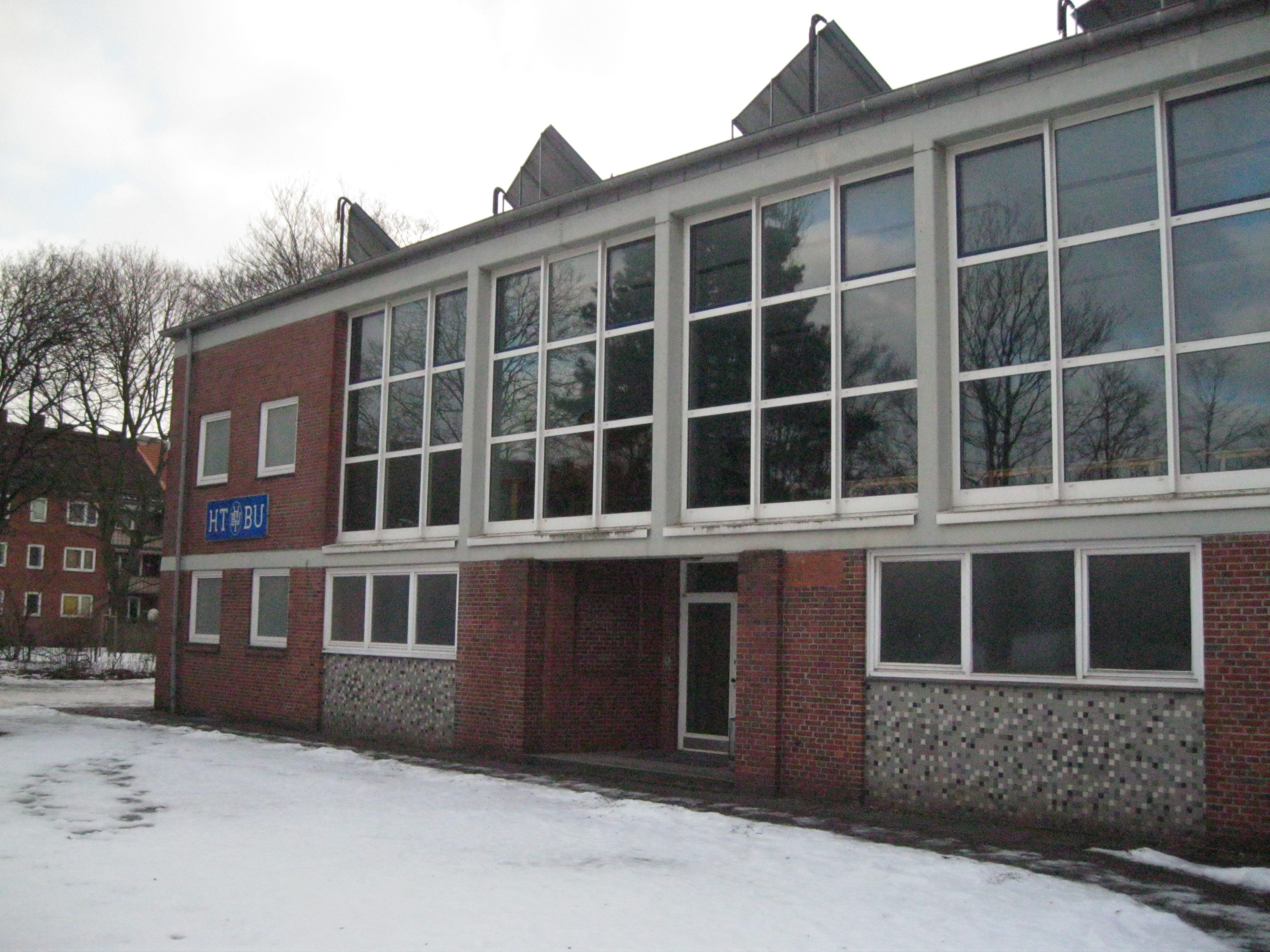
Anbau an der Halle der HTBU

Dort fand 1967 die Hamburger Zwölfkampf-Meisterschaft im Kunstturnen statt, die von Rolf Meinel gewonnen wurde.
Der Festball zum 100. Jubiläum wurde im Mai 1976 im Congress Centrum gefeiert. Zu den Gästen konnte unter anderem der gebürtige Barmbeker und Bundesfinanzminister Hans Apel gezählt werden.
Durch die Fusion der HTBU mit der „Turngemeinschaft Alster Hamburg Eimsbüttel e. V.“ (TG Alster) im Jahr 1998 erhielt der Verein ein größeres Mitspracherecht bei anderen Verbänden der Hansestadt.

## Erfolge
In den Jahren 1924 und 1925 stellten die Turnerinnen der HTBU den Deutschen Meister im Faustball und 1926 und 1928 im Handball. Die besten Turner standen jahrelang in der Städteriege Hamburgs. Zu nennen ist hier insbesondere Walter Behrens, der 1936 Norddeutscher Meister und 1941 Deutscher Meister der Bereiche Hamburg, Niedersachsen, Pommern und Westfalen wurde.
Frauen, Männer, Jugendliche betätigten sich beim Turnen, Schwimmen, Tennis, Handball, Faustball, Fechten, Wassersport, Leichtathletik, Wandern und der Musik.